# Dom-Muziej „Etno-Kudo” im. W.I. Romaszkina
Dom-Muziej „Etno-Kudo” im. W.I. Romaszkina (ros. Дом-музей «Этно-кудо» имени В. И. Ромашкина) – muzeum etnograficzne we wsi Podlesnaja Tawla w rejonie koczkurowskim w Mordowii, w Rosji, założone w 2006 roku, dokumentujące kulturę Erzjan.

## Historia
Muzeum powstało w 2006 roku staraniem lokalnych pasjonatów. Dom, w którym znajduje się muzeum należał do Władimira Romaszkina (Jowlan Olo, ur. 1951, zm. 2002), muzyka i folklorysty, założyciela zespołu muzycznego Torama (nazwa oznacza regionalny instrument dęty, którego wizerunek umieszczono także na muzeum). Powstał w połowie XX wieku, po śmierci muzyka pozostał bez opieki i popadał w ruinę. Rzemieślnicy Tawlińscy, na czele z rzeźbiarzem Piotrem Riabowem ze związku Ermez wystąpili z inicjatywą zachowania domu i przekształcenia go na muzeum. Obiekt udało się wyremontować i zaadaptować w kilka miesięcy. W marcu 2023 roku rozpoczął się remont obiektu, podczas którego m.in. wymieniono deski podłogowe i sufity, przeznaczono na ten cel 1,4 mln rubli. Podczas remontu można było korzystać z otoczenia obiektu. Muzeum zostało ponownie otwarte po remoncie w lipcu 2023 roku. Jako jedyne w Erzji znajduje się na szlaku Siułgamo, który łączy miejscowości w Mordowii, Tatarii, Uljanowsk, Samarę i Penzę.
Dyrektorem muzeum jest rzeźbiarz i snycerz Piotr Władimirowicz Riabow (Kalaganon Keryaz).

## Zbiory
Kolekcja muzeum ma charakter etnograficzny. Są w nim zgromadzone przedmioty używane w gospodarstwie domowym Erzjan (m.in. beczka udekorowana pismem mordwińskim), a także pamiątki po Władimierze Romaszkinie – strój sceniczny na występy folklorystyczne, stare fotografie, materiały wideo, odznaka z Ogólnorosyjskiego Festiwalu „Głos Rosji”. Dokoła muzeum znajduje się galeria drewnianej rzeźby plenerowej, które przedstawiają m.in. postaci z folkloru mordwińskiego. Przed muzeum znajduje się pomnik-popiersie Władimira Romaszina.

## Działalność
Z okazji 65. rocznicy urodzin Władimira Romaszkina 10 września 2016 roku muzeum zorganizowało festiwal muzyczny Toromas Terdi.  Muzeum m.in. nakręciło film o weselu w Erzji. Organizuje kursy rzeźby w drewnie.
Na miejscu można dotykać eksponatów, a także nauczyć się grać na trdycyjnej fujarce niudi. Podczas festiwali muzeum przygotowuje potrawy, można także przenocować we wnętrzu.

## Galeria

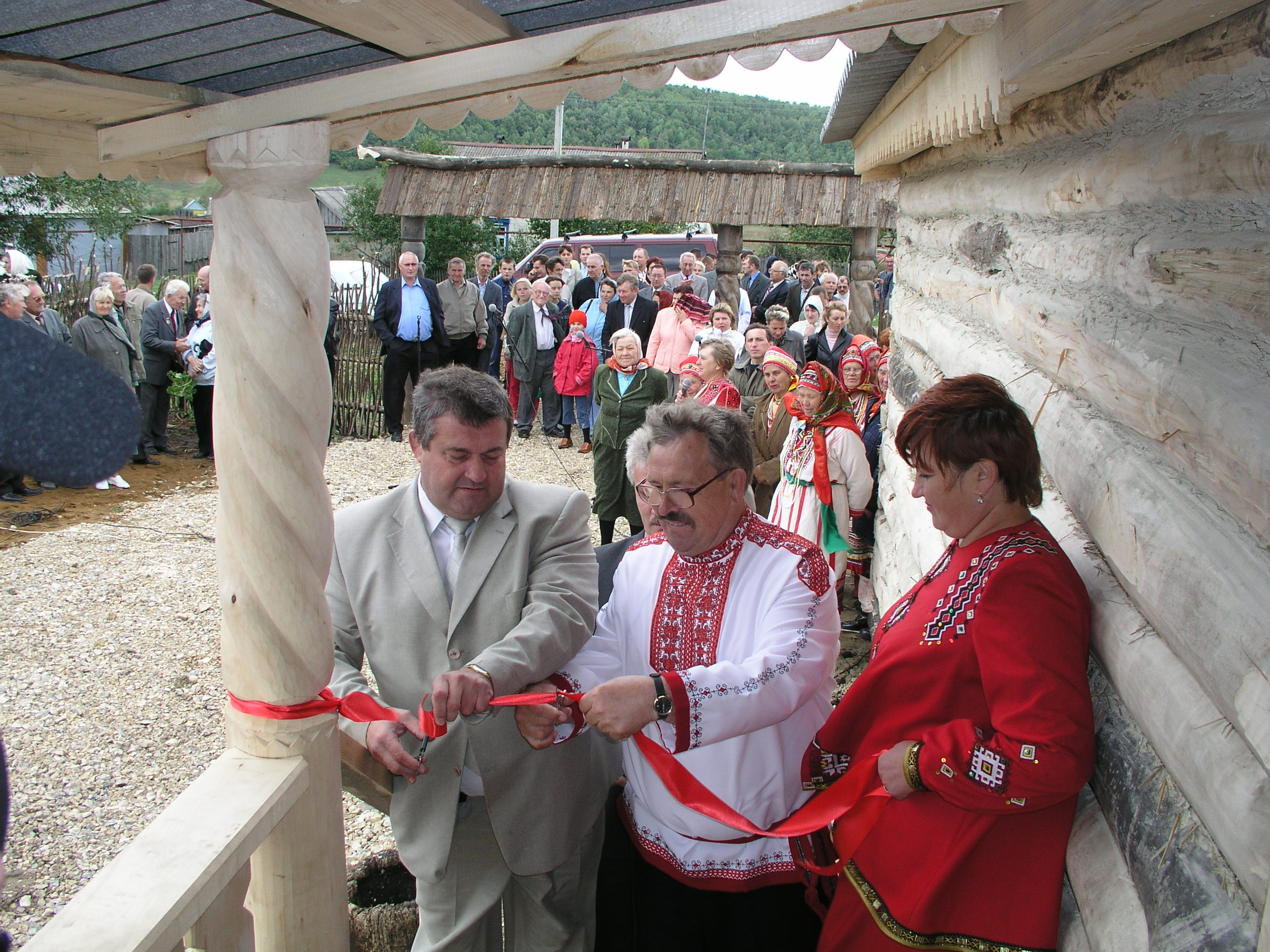
Ceremonia otwarcia muzeum (2006)
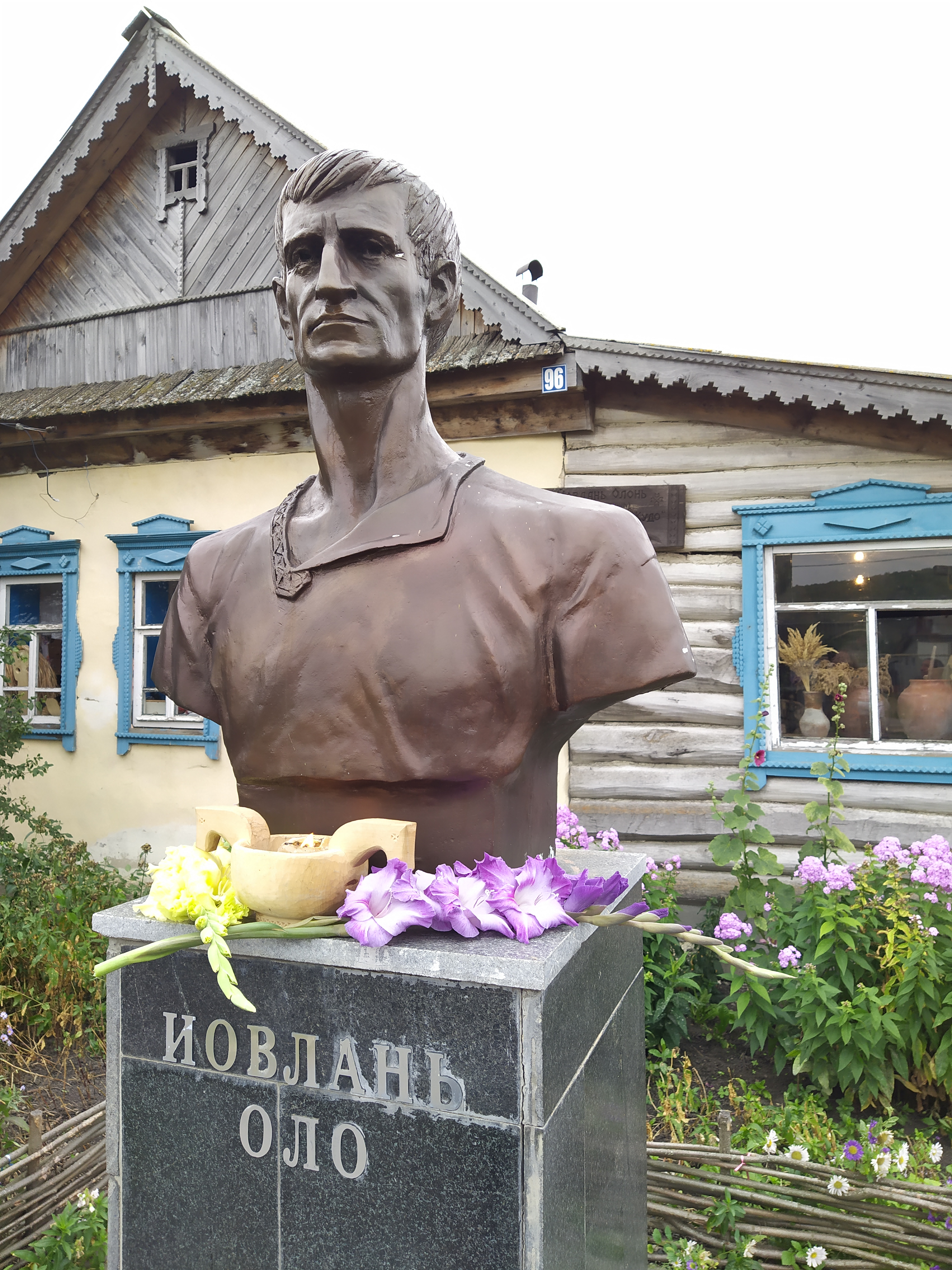
Popiersie patrona muzeum (2019)
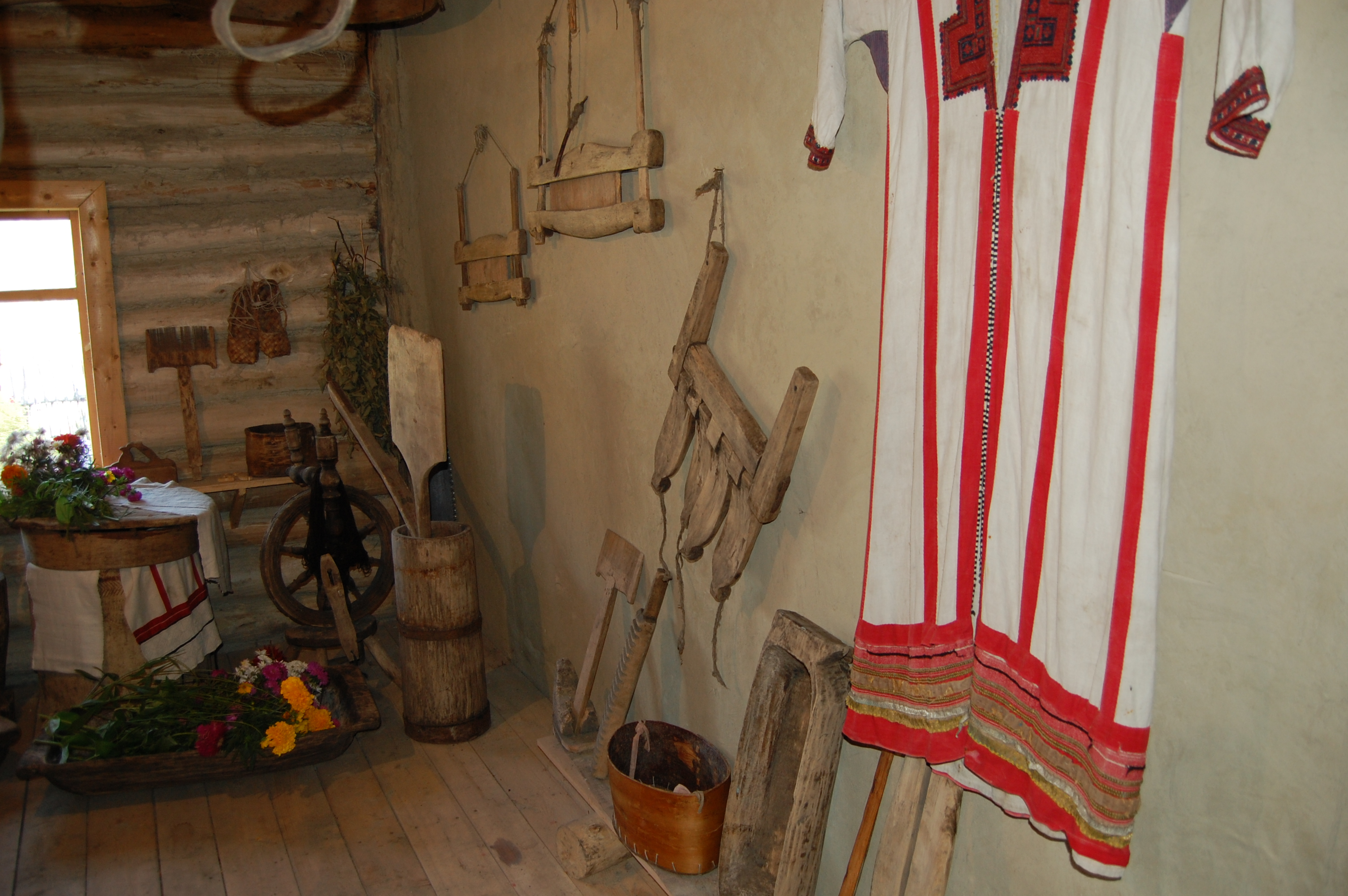
Wystawa (2008)
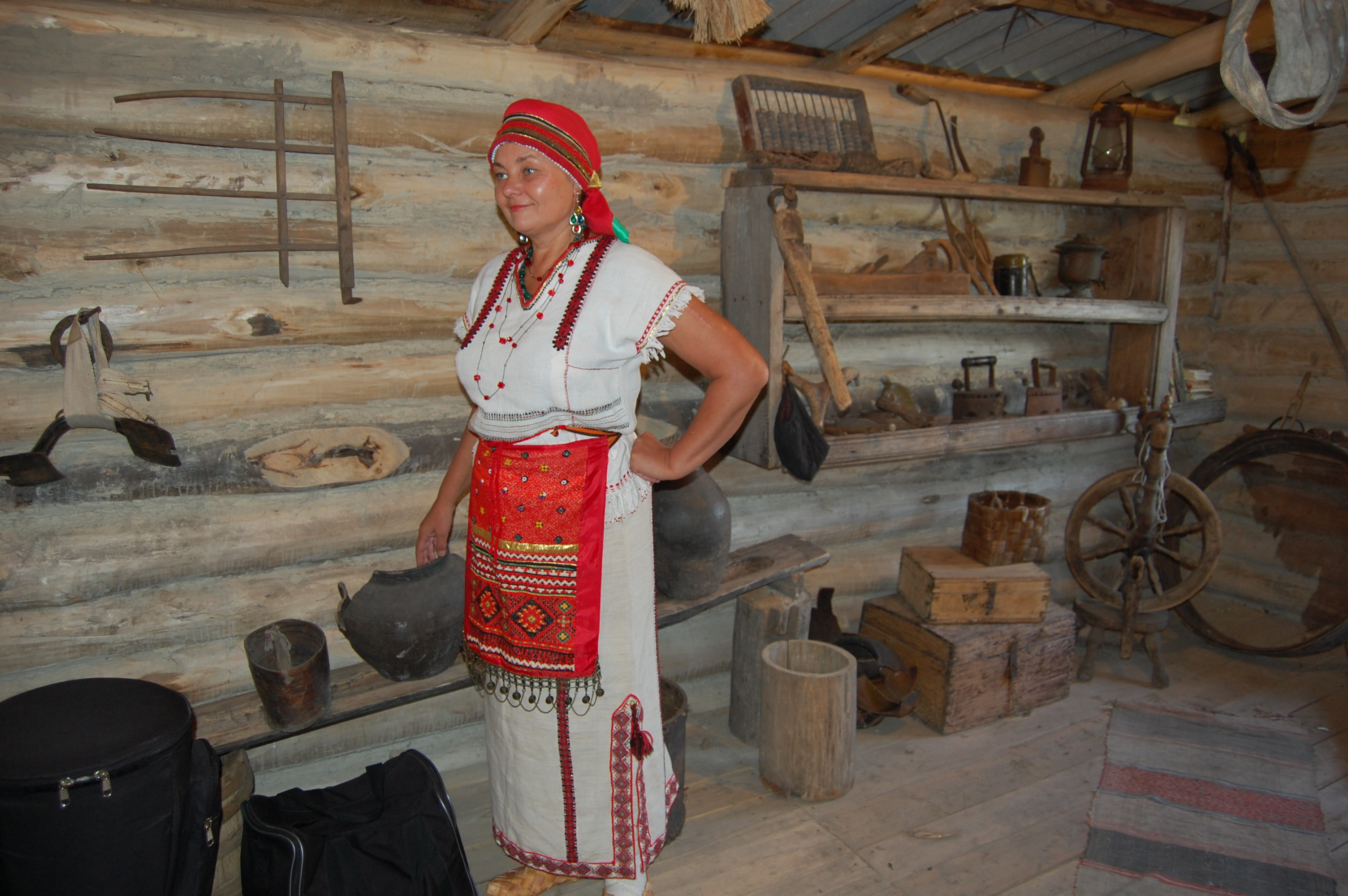
Kobieta w stroju regionalnym na wystawie (2008)
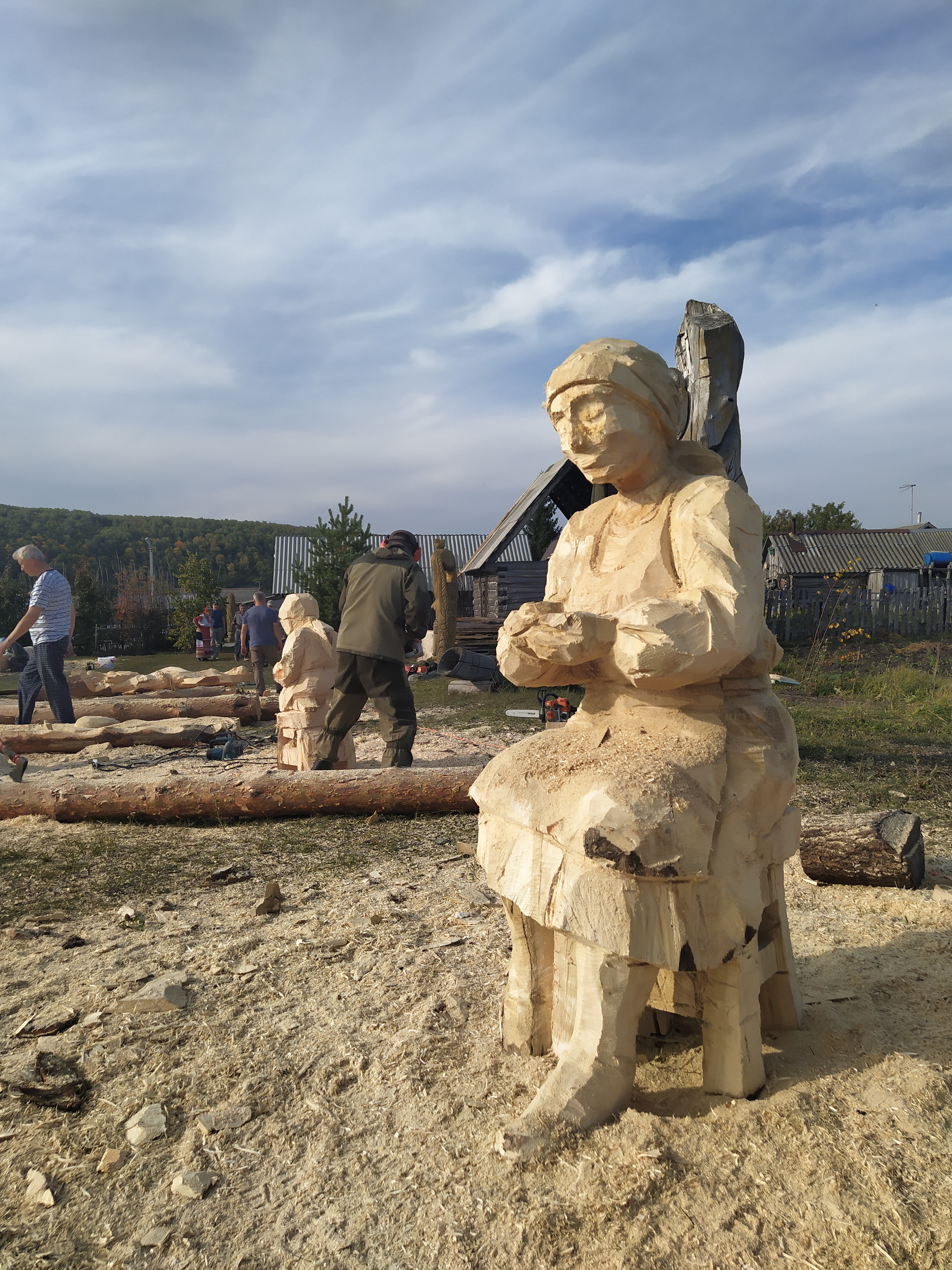
Festiwal rzeźby (2019)
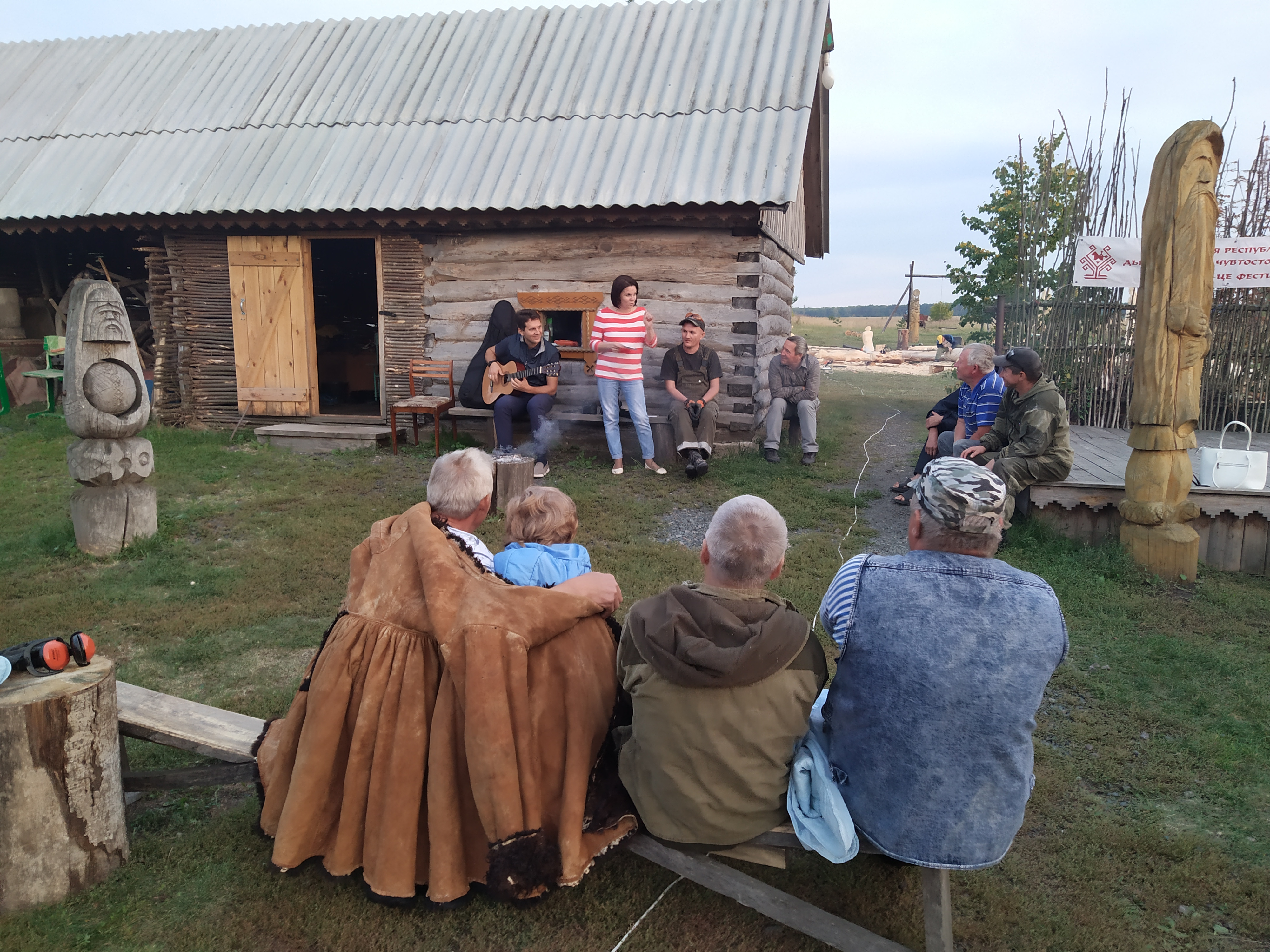
Festiwal rzeźby (2019)
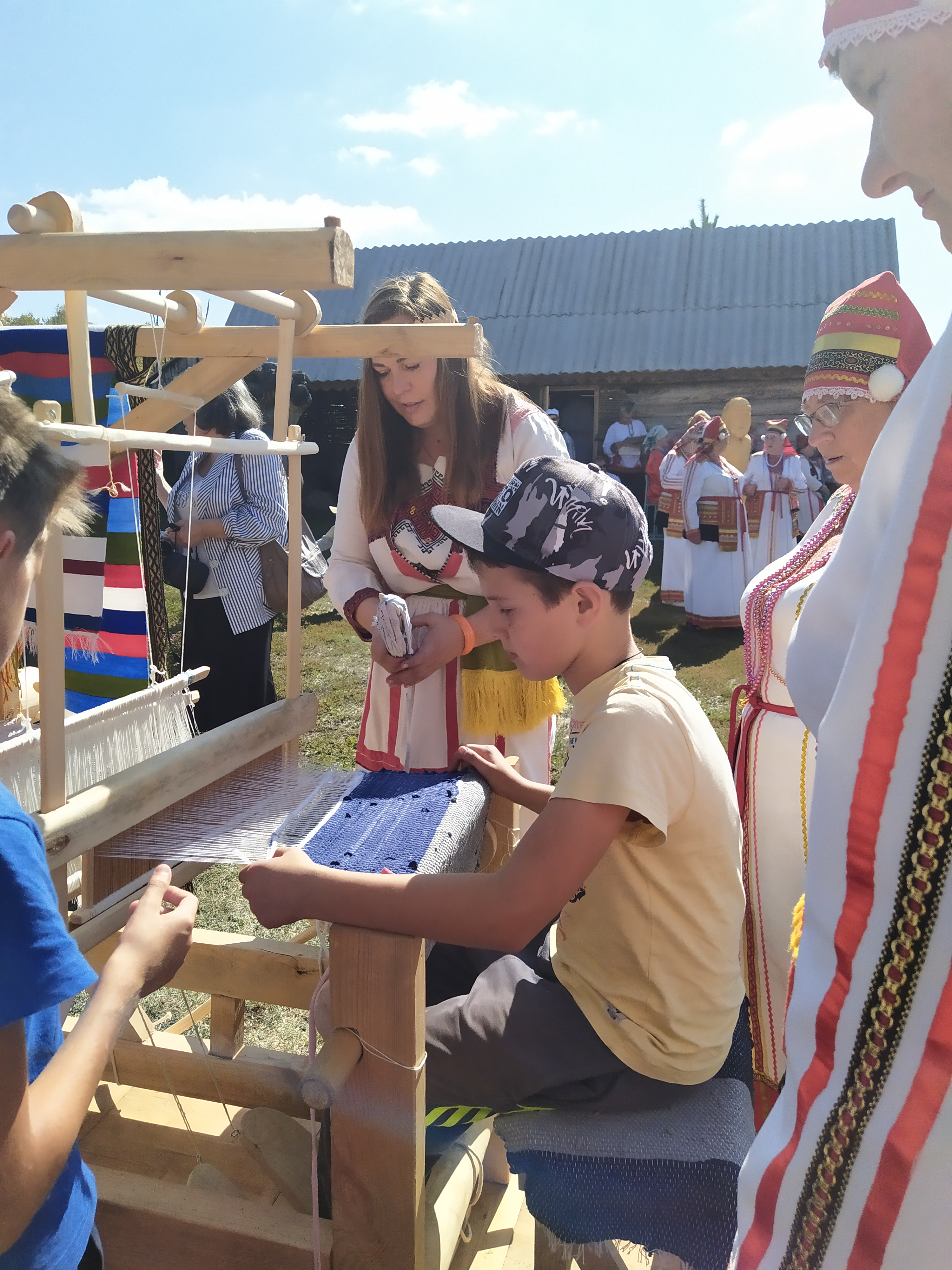
Zajęcia tkackie (2019)